# 埃爾德曼·奧古斯特 (布蘭登堡-拜律特)
埃爾德曼·奧古斯特（德語：Erdmann August，1615年10月8日—1651年2月6日），拜律特藩侯克里斯蒂安的長子，母親是普魯士的瑪麗。

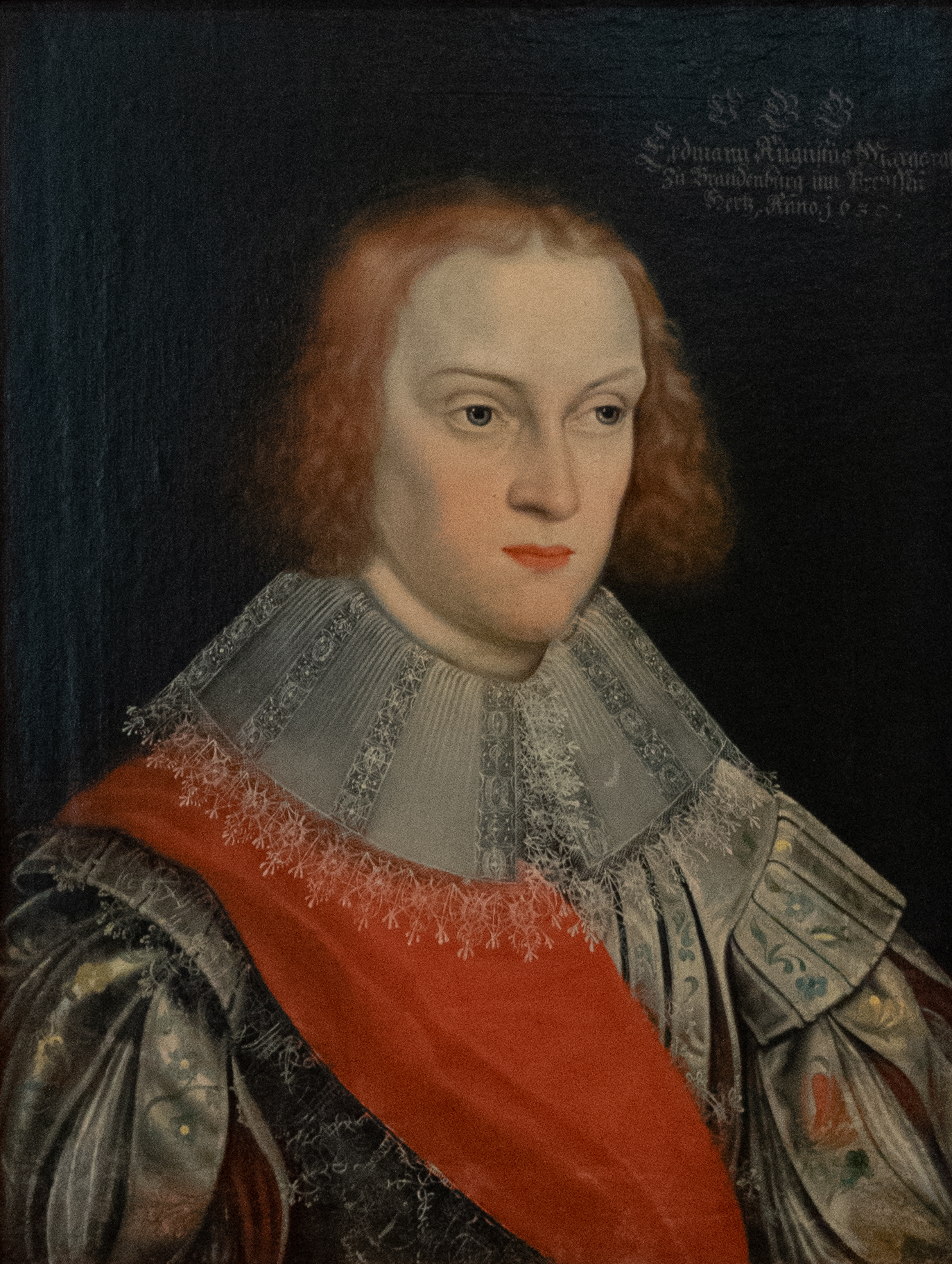
埃爾德曼·奧古斯特

1641年，埃爾德曼·奧古斯特與堂姐安斯巴赫的索菲結婚，兩人的獨子克里斯蒂安·恩斯特於1644年出生。
索菲於1646年12月3日去世，四年後，奧古斯特在與梅克倫堡-什未林的索菲·艾格尼絲籌備婚禮期間去世。